# 中国科大东区站
中国科大东区位于中华人民共和国安徽省合肥市包河区黄山路与宿松路交叉口地下，是合肥轨道交通5号线的地铁车站。工程站名黄山路站。于2022年12月26日开通。

## 车站结构
中国科大东区站位于黄山路与宿松路交叉口，沿宿松路南北向布置，车站为地下两层单柱双跨岛式站台，站台宽度11m，设4个出入口，3组风亭，1座冷却塔。